# 支配人やってみませんか?
『支配人やってみませんか?』（しはいにんやってみませんか?）は、朝日放送テレビで2021年5月30日から6月20日まで放送されたバラエティ番組である。

## 概要
お笑いを愛する芸能人が自ら「支配人」となり、特にお気に入りの芸人3組を集めてお笑いライブをプロデュースする番組。吉村は「副支配人」としてレギュラー出演し、支配人の補佐を務める。
原則として支配人は1週交代だが、出演者は2週交代となるため支配人ではない出演者は見届け人となる。
本編開始前の22時55分 - 23時枠で、事前ミニ番組として『まもなく 支配人やってみませんか?』も別途放送。

## 出演者

### 支配人
- 山下健二郎（三代目J SOUL BROTHERS from EXILE TRIBE） - 第1回[3]
- 佐々木久美（日向坂46） - 第2回[3]
- ファーストサマーウイカ - 第3回[3]
- DJ KOO（TRF） - 第4回[3]

### 副支配人
- 吉村崇（平成ノブシコブシ）[3]

### 出演芸人
| 回 | 出演芸人                             |
| -- | ------------------------------------ |
| 1  | 5GAP、ロングコートダディ、世間知らズ |
| 2  | デニス、もう中学生、空気階段         |
| 3  | ダイヤモンド、エルフ、ZAZY           |
| 4  | 滝音、新作のハーモニカ、オズワルド   |

## スタッフ
- ナレーション：ロジャー（大自然）
- 構成：奈佐はぢめ、興津豪乃
- CAM：羽鳥慎一郎
- 音声：谷口健二
- ロケ技術：大貫晶
- PA：眞澤則子
- PAステージスタッフ：遠藤理子
- 照明：角俊祐、永谷和也
- CG：渕野由美
- 編集：手塚貴幸
- MA：大形省一
- 音響効果：大島亮
- 美術プロデューサー：坪田幸之
- デザイン：近藤純子
- アートコーディネーター：三上貴子
- 大道具製作：岩崎隆史
- 大道具操作：伊藤りえ
- アクリル装飾：石橋誉礼
- 電飾：森智
- メイク：萱森文日
- 技術協力：スラッシュパイル、アーチェリープロダクション、PARTSSTUDIO、スウィッシュ・ジャパン、TSP
- 協力：horevutoi
- 美術協力：フジアール
- 編成：鈴鹿相哉（朝日放送テレビ）
- 宣伝：衣川淳子（朝日放送テレビ）
- 営業：伊地智厚太・岡野悠紀（朝日放送テレビ）
- AD：監物康太、坂井将太、菊池且将
- AP：亀松ゆき子
- クリエイティブディレクター：佐々木堅人
- ディレクター：東頌三
- 演出：赤平卓（frame inf.）
- プロデューサー：白石和也（朝日放送テレビ）、奈良井正巳・山下浩司（ABCリブラ）、亀井俊徳（吉本興業）、片山勝三（スラッシュパイル）
- チーフプロデューサー：芝聡（朝日放送テレビ）
- 制作：ABCリブラ、吉本興業
- 制作著作：朝日放送テレビ